# We Came as Romans
We Came as Romans é uma banda de metalcore americana de Troy Michigan, formada em 2005. A banda lançou dois EPs por conta própria, Demonstrations (2008) e Dreams (2008), antes de assinar contrato com a Equal Vision Records em abril de 2009, resultando no lançamento de quatro álbums completos, To Plant a Seed (2009), Understanding What We've Grown To Be (2011), Tracing Back Roots (2013), We Came as Romans (2015). A banda ainda lançou mais dois álbuns pela gravadora SharpTone Records, Cold Like War (2017) e Darkbloom (2022). Com a morte do vocalista Kyle Pavone em 2018 a banda entrou em inatividade, retornando apenas em 2019.

## História

### Formação primeiros anos eThis Emergency(2005–2008)
Em agosto de 2005, os alunos do Ensino Médio Sean N. Zelda, David Stephens, Jonny Nabors, Mark Myatt e Joshua Moore formaram uma banda chamada "This Emergency". O vocalista, David Stephens, tocou guitarra durante este período. Eles realizaram vários shows em toda a área de Detroit. Em novembro de 2005, a banda rompeu com o baixista Jonny Nabors e, em seu lugar, entrou Sean E. Daly. Em junho de 2006, Zelda deixou a banda para estudar na Universidade de Michigan. No verão de 2006, um amigo próximo da banda, Larry Clark, juntou-se oficialmente a eles nos vocais, em acordo com Myatt, mudaram o nome da banda para We Came As Romans. De acordo com David Stephens, durante esse tempo, duas canções foram liberados com Larry Clark como vocalista: "Mouth to Mouth" e a versão original de "Colours". De acordo com a publicista da banda no Equal Vision Records, Joshua Moore assumiu a função de escrever a maioria das letras deste ponto em diante.

### DemonstrationseDreamsEP's (2008–2009)
Após a mudança de nome para We Came As Romans, a banda ficou com a mesma formação pelos próximos anos. O primeiro EP Demonstrations foi vendido em concertos e on-line através do seu site. Dreams, lançado em 12 de dezembro de 2008, foi produzido por Joey Sturgis e foi recebido com muitas críticas favoráveis.

### To Plant a Seed(2009)
To Plant a Seed, lançado em 3 de Novembro de 2009, foi produzido por Joey Sturgis, que já havia feito a produção do Dreams, e contém novas versões das músicas "Dreams" e "Intentions" (com a participação de Tyler "Telle" Smith, vocalista da banda The Word Alive), e músicas originais do EP Dreams. We Came as Romans terminou o álbum em 2009 na turnê "Leave It to the Suits" (entre novembro e dezembro de 2009) junto com I See Stars, Of Mice & Men, e Broadway.
Em janeiro de 2010, participaram de vários eventos, fizeram parte do de "The Emptiness Tour" (entre fevereiro e março de 2010) junto com Alesana, A Skylit Drive, The Word Alive, Of Mice & Men (o qual foi gravado por BVTV "Banda da Semana" para ser visto no youtube) e também estiveram no "The Welcome to the Circus Tour" (entre maio e junho de 2010) com Asking Alexandria, From First to Last, Our Last Night e A Bullet for Pretty Boy para promover o álbum. O vídeo do primeiro single "To Plant a Seed" foi lançado em 11 de maio de 2010 e em seguida no iTunes. Em 11 de junho de 2010, através do Facebook e Twitter da banda, disseram que estavam em estúdio para gravar novas músicas. Entre 15 e 20 de junho a banda esteve no estúdio com o produtor Joey Sturgis para a gravação. Estas sessões no estúdio resultaram no lançamento do single "To Move On Is To Grow".

### Understanding What We've Grown To Be(2011–presente)
Understanding What We've Grown To Be estava previsto para ser lançado entre fevereiro e março de 2011, mas foi lançado em 13 setembro de 2011, pela gravadora Equal Vision Records. Ele estreou em 21º lugar na Billboard 200.
We Came as Romans enbarcaram na turnê "Rock Yourself to Sleep" (entre janeiro e fevereiro de 2011) junto com Woe, Is Me, For Today, The Word Alive e Texas in July que incluia o festival The Outerloop Presents, Amped and Alive "Ice Jam" em 30 de janeiro de 2011 em Sonar, em Baltimore, junto com Silverstein com-benizando o evento com We Came as Romans. Em 10 de janeiro de 2011, a 5 dias para a turnê Rock Yourself to Sleep, A Equal Vision Records anunciou informações da saúde do guitarrista da banda, Joshua Moore, dizendo "hoje de manhã, o guitarrista de We Came As Romans, Joshua Moore foi diagnosticado com meningite bacteriana e está sendo tratado no hospital de Nebraska." O baixista Andy Glass disse “Estamos tristes em ver Joshua neste estado, mas todos nós desejamos uma rápida recuperação e agradecemos a todos os nossos fãs por entender essa situação.” Joshua Moore estava programado para aparecer nas futuras datas da turnê "Rock Yourself To Sleep" e, através de suas contas do Twitter e Facebook em 1 de fevereiro de 2011, afirmou que com uma segunda aprovação médica, podia voltar a turnê. Em 4 de fevereiro de 2011 voltou à banda em Lancaster. Além disso, durante as fases iniciais de recuperação da doença de Joshua Moore vários shows foram cancelados em Denver (10 de janeiro de 2011) e Salt Lake City (11 de janeiro de 2011), devido ao mau tempo. Durante esta turnê, o vocalista, Kyle Pavone (sobre o nome de "Titus" esporadicamente) começou a misturar elementos de electro house, fidget house e dubstep nas músicas.
Em seguida, a banda esteve em turnê de apoio com A Day to Remember para entrar na turnê Game Changers (entre março e abril de 2011) com as bandas Bring Me The Horizon e Pierce the Veil. Também participaram na turnê europeia "Scream It Like You Mean It 2011" (entre abril e maio de 2011) com Miss May I The Word Alive e This or the Apocalypse. Em 8 de dezembro de 2010 (primeiro dia de ensaios de banda), We Came as Romans foram uma das primeiras banda anunciadas para tocar no Vans Warped Tour 2011, tocando todas as faixas na turnê (entre junho e agosto de 2011).

## Estilo e influências
O estilo musical de We Came as Romans é descrito principalmente como post-hardcore e metalcore. O estilo da banda mistura elementos de orquestra, como violino, violoncelo, piano, orquestra de percussão, influenciados por Chiodos. Eles também têm toques eletrônicos influenciados por The Devil Wears Prada. O estilo vocal é uma combinação de vozes limpas e gritadas, influenciados por Underoath.

## Membros
Atuais
David Puckett - Bateria (2017-Presente)
- David Stephens - vocal gutural (2005-Presente).
- Brian "Lou" Cotton - guitarra (2005-Presente).
- Joshua Moore - guitarra (2005-Presente).
- Andrew Glass - baixo (2006-Presente).

Ex-Membros
- Chris Moore - vocal, teclado, Piano (2007 - 2008).
- Mark Myatt - vocal de apoio (2005).
- Larry Clark - vocal de apoio (2005 - 2008).
- Jonny Nabors - baixo (2005).
- Sean E. Daly - baixo (2005 - 2006).
- Sean N. Zelda - bateria (2005 - 2006).
- Eric Choi - bateria (2005-2016).
- Kyle Pavone - vocal, teclado, sintetizador (2008-2018).

Linha do tempo

## Discografia
Álbuns de Estúdio
| Ano  | Álbum                                | Gravadora                                              | Posições | Posições | Posições |
| Ano  | Álbum                                | Gravadora                                              | US       | US Indie | AUS      |
| ---- | ------------------------------------ | ------------------------------------------------------ | -------- | -------- | -------- |
| 2009 | To Plant a Seed                      | Equal Vision                                           | 175      | 25       | —        |
| 2011 | Understanding What We've Grown To Be | Equal Vision (América do Norte) Nuclear Blast (Europa) | 20       | 7        | 72       |
| 2013 | Tracing Back Roots                   | Equal Vision                                           | —        | —        | —        |
| 2015 | We Came As Romans                    | Equal Vision                                           | —        | —        | —        |
| 2017 | Cold Like War                        | ShapTone                                               | —        | —        | —        |
| 2022 | Darkbloom                            | ShapTone                                               | —        | —        | —        |

EPs
| Ano  | EP                                     | Gravadora    | Posições | Posições | Posições |
| Ano  | EP                                     | Gravadora    | US       | US Indie | AUS      |
| ---- | -------------------------------------- | ------------ | -------- | -------- | -------- |
| 2008 | Dreams                                 | Auto-lançado | —        | —        | —        |
| 2008 | Demonstrations                         | Auto-lançado | —        | —        | —        |
| 2019 | Carry the Weight / From the First Note | SharpTone    | —        | —        | —        |

## Videografia
| Ano  | Música                                            | Diretor       | Diretor Adicional |
| ---- | ------------------------------------------------- | ------------- | ----------------- |
| 2009 | "Roads That Don't End and Views That Never Cease" | Aaron Marsh   | Austin Saya       |
| 2009 | "Broken Statues"                                  | Aaron Marsh   | Austin Saya       |
| 2010 | "To Plant A Seed"                                 | Scott Hansen  |                   |
| 2010 | "To Move On Is To Grow"                           | Dan Dobi      |                   |
| 2011 | "Mis//Understanding (Live from Warped Tour)"      | Cole Dabney   |                   |
| 2011 | "Mis//Understanding"                              | Travis Kopach |                   |
| 2011 | "Just Keep Breathing"                             | Travis Kopach |                   |
| 2012 | "Understanding What We've Grown to Be"            | Travis Kopach |                   |
| 2012 | "What I Wished I Never Had"                       | Cole Dabney   |                   |
| 2012 | "A War Inside"                                    | Cole Dabney   |                   |
| 2012 | "Glad You Came" (The Wanted cover)                | Justyn Moro   |                   |
| 2013 | "Hope"                                            | Dan Kennedy   | Rasa Acharya      |